# Tiens-toi aux nuages
Pour plus de détails, voir Fiche technique et Distribution.
Tiens-toi aux nuages (en russe : Держись за облака, Derzhis za oblaka ; en hongrois : Kapaszkodj a fellegekbe!) est un film soviéto-hongrois réalisé par Péter Szász et Boris Grigoriev et sorti en 1971.

## Fiche technique
Sauf indication contraire, les informations mentionnées dans cette section peuvent être confirmées par la base de données cinématographiques IMDb,  présente dans la section « Liens externes ».
- Titre français : Tiens-toi aux nuages[1]
- Titre original russe : Держись за облака, Derzhis za oblaka
- Titre hongrois : Kapaszkodj a fellegekbe!
- Réalisateur : Péter Szász, Boris Grigoriev
- Scénario : Péter Szász, Julian Semenov
- Photographie : Ferenc Szécsényi (hu), Valeri Guinzbourg (ru)
- Décors : Igor Bakhmetiev, Piotr Pachkevitch (ru)
- Musique : Szabolcs Fényes (hu)
- Sociétés de production : Gorky Film Studio, Mafilm
- Pays de production :  Union soviétique,  Hongrie
- Langue de tournage : russe, hongrois
- Format : Couleurs
- Durée : 144 minutes (2h24)
- Genre : Comédie
- Dates de sortie :
  - République populaire de Hongrie : 26 août 1971
  - URSS : 11 septembre 1972

## Distribution
- Iván Darvas : János Perczel
- Gunārs Cilinskis : Vladimir
- László Mensáros (hu) : Bence Rocatelli
- Svetlana Svetlitchnaïa : Milly Vimerford
- Mikhaïl Kononov : Szokolov
- Andreï Mironov : Le Général
- István Bujtor : Timóth Zsiga
- Galina Polskikh : Maruszja
- Ferenc Kállai : Le chef de la police
- Vassili Choukchine : L'officier d'aéronavale
- László Dózsa (hu) : Vidák
- András Kern (hu) : Szeifert
- Alfonzó (hu) : Börtönparancsnok
- Ilona Medveczky (hu) : Franciska
- László Inke (hu) : Gaston Barenat